# Пфоол-Валон-Кі-Сайр
Пфоол-Валон-Кі-Сайр (гінді फूल वालों की सैर, урду پھُول والوں کی سیر, англ. Phool Walon Ki Sair), що означає «процесія флористів» або Сайр-е-Ґул-Фарошан (гінді सैर-ए-गुल फ़रोशां, урду سیرِ گُل فروشاں, Sair-e-Gul Faroshan) — щорічний фестиваль флористів у Делі. Він триває три дні, зазвичай у вересні, одразу після закінчення сезону дощів в районі Меграулі. Фестиваль часто розглядається як проява різноманітної культури міста та його суспільної гармонії, зараз, як і у давні часи, він святкується разом індусами і мусульманами.
Під час фестивалю проводиться велика процесія містом, попереду якої йдуть гравці на шахнаї та танцюристи, що несуть квіткові віяла, панкха, до храму Йоґмая-Мандір та через рином Меграулі до гробниці суфійського святого 13 століття Кутбуддіна Бакхтіара Какі. Під час фестивалю торговці квітами моляться про кращий квітковий сезон наступного року, підносячи віяла з квітів до обох храмів.
Спочатку покровителем свята був могольський імператор, а зараз — прем'єр-міністр Індії, починаючи з Джавахарлала Неру, який відновив забуте свято у 1962 році. Під час фестивалю квіткові віяла також підносяться президенту країни, головному міністру і лейтенант-гуернатору міста. Останніми роками у фестивалі беруть участь й вихідці з інших штатів Індії, що виконують танці та театральні постанові.